# 天皇陛下御即位記念貨幣
天皇陛下御即位記念貨幣（てんのうへいかごそくいきねんかへい）は、
1. 1990年（平成2年）および1991年（平成3年）に明仁の天皇即位を記念して発行された記念貨幣（後述）。
2. 2019年（令和元年）に徳仁の天皇即位を記念して発行された記念貨幣（後述）。

## 天皇陛下御即位記念貨幣 (平成)
1990年（平成2年）および1991年（平成3年）に明仁の天皇即位を記念して10万円金貨と500円白銅貨が発行された。
10万円金貨はブリスターパック入りで発行され、プルーフ貨幣も販売された。また、2種類の貨幣が納められた記念貨幣セットも販売された。
10万円金貨の発行に際しては、天皇陛下御即位記念のための十万円の貨幣の発行に関する法律が特別法として制定されている。

### 種類
|          | 金貨幣                   | 金貨幣                   | 白銅貨幣                 | 白銅貨幣                 |
| -------- | ------------------------ | ------------------------ | ------------------------ | ------------------------ |
| 図柄     |                          |                          |                          |                          |
| デザイン | 表                       | 裏                       | 表                       | 裏                       |
| デザイン | 鳳凰と瑞雲               | 菊花紋章と桐と唐草       | 特別御料儀装車           | 菊花紋章と束帯の紋様     |
| 額面     | 10万円                   | 10万円                   | 500円                    | 500円                    |
| 素材     | 金（純金）               | 金（純金）               | 銅75％、ニッケル25%      | 銅75％、ニッケル25%      |
| 質量     | 30 g                     | 30 g                     | 13 g                     | 13 g                     |
| 直径     | 33 mm                    | 33 mm                    | 30 mm                    | 30 mm                    |
| 周囲     | ギザあり                 | ギザあり                 | ギザあり                 | ギザあり                 |
| 年銘     | 平成2年                  | 平成2年                  | 平成2年                  | 平成2年                  |
| 発行日   | 1991年（平成3年）4月10日 | 1991年（平成3年）4月10日 | 1990年（平成2年）11月8日 | 1990年（平成2年）11月8日 |
| 発行枚数 | 200万枚                  | 200万枚                  | 3000万枚                 | 3000万枚                 |

## 天皇陛下御即位記念貨幣 (令和)

### 概要
2019年（令和元年）5月10日、財務省は徳仁が天皇に即位したことを記念するための貨幣（記念貨幣）を発行することを発表した。発行されるのは、金貨幣とバイカラー・クラッド貨幣の二種類である。
金貨幣の額面価格は1万円であるが、販売価格は消費税込みで14万555円となっている。この理由について、財務省は「純金を使用し、加工も特殊。製造にかかる費用が額面価格を上回るプレミアム型の貨幣」であると説明している。一方、バイカラー・クラッド貨幣は額面価格の500円での引換えとなっている。
1万円金貨幣は通信販売のみで、500円バイカラー・クラッド貨幣は通信販売（1万円金貨幣とのプルーフセット）および金融機関窓口（2019年（令和元年）10月18日以降に通常の500円硬貨を指定された金融機関に持ち込むことによって引換えが可能）で入手可能となった。通信販売は2019年（令和元年）7月11日から申し込みが受付され、同年10月以降に発送された。

### 種類
|          | 金貨幣             | 金貨幣                 | バイカラー・クラッド貨幣                                   | バイカラー・クラッド貨幣                                   |
| -------- | ------------------ | ---------------------- | ---------------------------------------------------------- | ---------------------------------------------------------- |
| 図柄     | 表                 | 裏                     | 表                                                         | 裏                                                         |
| デザイン | 鳳凰と瑞雲         | 菊花紋章と梓とハマナス | 高御座                                                     | 菊花紋章と梓とハマナス                                     |
| 額面     | 1万円              | 1万円                  | 500円                                                      | 500円                                                      |
| 素材     | 金（純金）         | 金（純金）             | ニッケル黄銅、白銅及び銅 (銅75%、亜鉛12.5%、ニッケル12.5%) | ニッケル黄銅、白銅及び銅 (銅75%、亜鉛12.5%、ニッケル12.5%) |
| 質量     | 20 g               | 20 g                   | 7.1 g                                                      | 7.1 g                                                      |
| 直径     | 28 mm              | 28 mm                  | 26.5 mm                                                    | 26.5 mm                                                    |
| 周囲     | 斜めギザあり       | 斜めギザあり           | 異形斜めギザあり                                           | 異形斜めギザあり                                           |
| 年銘     | 令和元年           | 令和元年               | 令和元年                                                   | 令和元年                                                   |
| 発行日   | 2019年（令和元年） | 2019年（令和元年）     | 2019年（令和元年）10月18日                                 | 2019年（令和元年）10月18日                                 |
| 発行枚数 | 5万枚              | 5万枚                  | 500万枚                                                    | 500万枚                                                    |